# Ponte del Porto di Auckland
Il ponte del Porto di Auckland è un ponte sul porto di Waitemata presso Auckland in Nuova Zelanda.
Oltre 170 000 veicoli attraversano il ponte ogni giorno (2019), tra i quali più di mille autobus che, da soli, trasportano circa il 38% di tutte le persone che lo attraversano all'ora di punta della mattina.